# Joseph Elmaleh
Pour les articles homonymes, voir Elmaleh.
Yossef ben Aharon Elmaleh ou Joseph Elmaleh (Rabat, 1809 - Londres, 9 janvier 1886) fut un grand rabbin de Mogador (aujourd'hui Essaouira, Maroc).

## Biographie
Natif de Rabat, il vient s'installer à Mogador en 1826 où il est élu grand rabbin en 1840.
Consul d'Autriche, où il fut décoré en 1873 par l'empereur François-Joseph Ier d'Autriche, correspondant de l'Anglo-Jewish Association, Joseph Elmaleh contribua à l'établissement d'une école de filles à Mogador et introduisit à Gibraltar une taxe annuelle payée par les juifs pour les pauvres, la Imposta Nacional.
Il est l'auteur de Toḳpo shel Yosef, un traité sur la législation juive.